# Леру, Сидни
Сидни Рэй Леру Дуайер (англ. Sydney Rae Leroux Dwyer; род. 7 мая 1990, Сарри, Британская Колумбия) — американская футболистка, форвард клуба «Эйнджел Сити» и национальной сборной США. Чемпионка мира и Олимпийских игр.
Также выступала в чемпионате NCAA за команду Калифорнийского университета и ряд других клубов WPS и NWSL.
На юношеском уровне играла за сборную Канады возрастной категории до 19 лет.

## Биография

### Ранние годы
Родилась в Суррее, Британская Колумбия. Мать — Сэнди Леру, выступала за сборную Канады по софтболу. Отец — Рэй Чедвик, бывший профессиональный бейсболист, выступавший за «Калифорнию Энджелс». Родители Сидни развелись когда её мать была на третьем месяце беременности. Происходя из семьи бейсболистов, в детстве, с 1994 по 2004 год, играла в бейсбольной лиге.
Во время учёбы в старшей школе Джонстон Хайтс в Суррее начала заниматься футболом и лёгкой атлетикой. В составе школьной команды становилась победителем провинциальных соревнований в эстафете 4×100 метров. С 2002 по 2004 год выступала за команду «Кокуитлам Сити Уайлд», с которой трижды выигрывала кубок Британской Колумбии, а в 2003 году и национальный чемпионат среди девочек до 14 лет. В 2005 году стала бронзовым призёром чемпионата Канады среди девочек до 16 лет. В 15 лет стала самой молодой футболисткой в истории «Ванкувер Уайткэпс». В составе сборной Британской Колумбии стала чемпионкой Канадских игр в 2005 году.
В поздних интервью рассказывала, что с детства хотела выступать за сборную США. Для этого в 15 лет она переехала в принимающую семью в Скотсдейле, Аризона, где продолжила обучение в старшей школе Хорайзон. Там же продолжила и занятия футболом. Выступала за клуб «Серено», с которым выиграла чемпионат штата в 2007 и 2008 годах. Позднее она признавалась, что решение переехать в США и жить без семьи было одним из самых сложных в её жизни.

### Колледж
С 2008 по 2011 год Сидни играла за команду «УКЛА Брюинз», представляющую Калифорнийский университет. В своём первом сезоне в команде приняла участие в 19 матчах, забила пять мячей и отдала шесть голевых передач. По итогам чемпионата вошла в символическую сборную новичков конференции Pac-10. Второй сезон в NCAA завершила с 23 забитыми мячами и двумя передачами, по итогам сезона войдя в число претенденток на Трофей Херманна. В матче плей-офф повторила рекорд команды по количеству мячей, забитых в одном матче, оформив покер в ворота «Бойсе Стейт Бронкос».
Третий сезон начала с четырёх забитых мячей в ворота «Кэл Поли Помона Бронкос». Всего за сезон забила 13 мячей, шесть из которых стали победными, и заняла третье место в списке бомбардиров конференции Pac-10.
В сезоне 2011 года, последнем в колледже, вновь стала лучшим бомбардиром команды с 16 забитыми мячами. Всего за свою карьеру в колледже забила 57 мячей.

### Клубная карьера

#### Ванкувер Уайткэпс
В 2011 году Сидни вернулась в «Уайткэпс», за которых провела три матча в 2005. Забив 11 мячей в 11 играх, заняла второе место в списке бомбардиров W-Лиги и помогла своей команде войти в четвёрку сильнейших. По итогам сезона вошла в символическую сборную Западной конференции и была признана Новичком года W-Лиги.

#### Сиэтл Саундерс
В январе 2012 года на драфте WPS была выбрана под первым номером «Атлантой Бит», но Лига прекратила своё существование до того как она успела сыграть за новый клуб.
Летом 2012 года вместе с партнёрами по сборной США Хоуп Соло, Алекс Морган, Стефани Кокс и Меган Рапиноу, подписала контракт с «Сиэтл Саундерс». Однако, в связи с подготовкой в составе национальной команды к Олимпиаде-2012, сыграла за Сиэтл всего в двух матчах, отметившись двумя забитыми мячами и одной голевой передачей.

#### Бостон Брейкерс
В январе 2013 года вместе Хизер О’Рейли и Хизер Миттс перешла в «Бостон Брейкерс», готовившийся к участию в дебютном сезоне NWSL.
В стартовой игре сезона против «Вашингтон Спирит» отличилась забитым в добавленное время мячом, матч завершился со счётом 1:1.
4 мая 2013 года сделала хет-трик в ворота «Чикаго Ред Старс», ставший первым в истории NWSL, и была признана Игроком недели.
Всего за сезон забила 11 мячей, разделив второе место в споре бомбардиров с Эбби Вамбах.

#### Сиэтл Рейн
18 ноября 2013 года Леру была обменяна в «Сиэтл Рейн» на Кристи Мьюис, Мишель Бетос и два выбора на драфте 2015 года. Главный тренер «Рейн», Лора Харви, назвала Леру одной из лучших нападающих мира.
На старте сезона 2014 года «Сиэтл Рейн» установил рекорд Лиги, проведя 16 матчей без поражений (13 побед, 3 ничьих). По итогам регулярного чемпионата команда впервые стала обладателем NWSL Шилд. В финале плей-офф «Рейн» уступили «Канзас Сити» со счётом 1:2. Всего в сезоне 2014 года Леру сыграла в 22 матчах, забив пять мячей.
В марте 2015 года объявила о своём переходе в Вестерн Нью-Йорк Флэш. В связи с участием в чемпионате мира и травмой лодыжки, провела за команду всего три матча, забив один гол.

#### Канзас Сити
13 января 2016 года перешла в «Канзас Сити», а позднее в этом же месяце объявила о своей беременности, из-за которой целиком пропустила сезон 2016 года. Возобновила карьеру в 2017 году.

### Карьера в сборной

#### Молодёжные команды
Имея двойное гражданство, могла выбирать между выступлениями за Канаду и США. В возрасте 14 лет сыграла за сборную Канады на чемпионате мира 2004 года среди девушек до 19 лет, став самой юной участницей турнира.
В 2008 году сменила спортивное гражданство и вошла в состав сборной США до 20 лет на чемпионат мира 2008 года в Чили. На турнире стала лучшим игроком и бомбардиром.

#### Сборная США
В 2012 году в составе главной команды страны приняла участие в квалификационном турнире к Олимпиаде. В своём втором матче за сборную отметилась пятью забитыми мячами в ворота Гватемалы, повторив рекорд национальной команды, принадлежащий Эми Родригес и Эбби Вамбах.
На Кубке Алгарве 2012 отличилась в матчах с Данией и Норвегией.
На Олимпиаде забила мяч в ворота сборной Новой Зеландии, став самой молодой футболисткой, отличившейся на олимпийском футбольном турнире.
В 2013 году, во время товарищеского матча против сборной Канады в Торонто, канадские болельщики скандировали оскорбления в адрес футболистки, которая после забитого мяча показала на эмблему на футболке и жестом призвала фанатов помолчать. После матча Леру написала в Twitter: «Если вы скандируете расистские лозунги и оскорбляете мою семью, то будьте готовы к тому, что я проявляю гордость за свою страну».
В 2015 году вошла в состав сборной на чемпионат мира в Канаде. На турнире сыграла в четырёх матчах, отметившись голевой передачей в матче с Австралией.

### Личная жизнь
В январе 2015 года Леру тайно вышла замуж за футболиста Дома Дуайера, с которым она встречалась с 2014 года. У супругов двое детей: сын Кассиус Крус Дуайер (род. 10.09.2016) и дочь Ру Джеймс Дуайер (род. 28.06.2019). Незадолго до беременности с дочерью Ру, она также перенесла выкидыш.